# Janówek (powiat grójecki)
Janówek – wieś sołecka w Polsce położona w województwie mazowieckim, w powiecie grójeckim, w gminie Grójec.
W latach 1975–1998 miejscowość należała administracyjnie do województwa radomskiego.
Miejscowość leży przy drodze krajowej nr 50. We wsi znajduje się dawny przystanek kolejowy Słomczyn na linii Kolei Grójeckiej, który w 1991 roku obsługiwał rozkładowy ruch pasażerski.